# Bastela

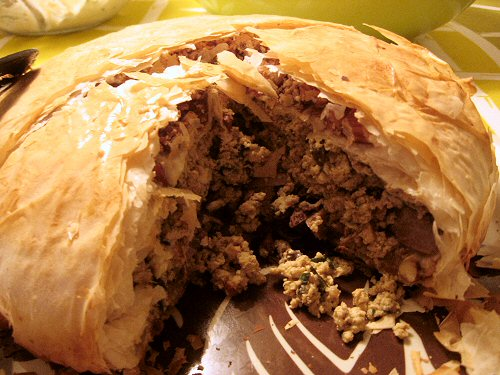
Bastela z widocznym farszem. Otoczka z ouarki

Bastela (także: pastilla lub bastiyya) – tradycyjne danie kuchni marokańskiej. Jedna z teorii głosi, że zostało przywiezione do Afryki Północnej z Andaluzji, po wygnaniu stamtąd Arabów w XV wieku.
Bastela to rodzaj ciasta stanowiącego jednocześnie naczynie, w którym umieszcza się farsz. Słodkie ciasto (najczęściej jest to ouarka) przyprawia się imbirem, cynamonem, papryką, cebulą, szafranem i kolendrą. Wnętrze wypełnia się np. kurczakiem z cynamonem i cukrem, owocami morza lub daktylami. Danie podaje się w całości, lub w trójkątnych cząstkach, podobnie jak pizzę.
Nazwa wywodzi się z języka berberyjskiego.